# Anatolii Cîrîcu

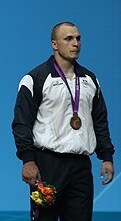
Anatolii Cîrîcu, 2012

Anatolii Cîrîcu (* 14. September 1988 in Cahul) ist ein moldauischer Gewichtheber. Während seiner gesamten Karriere von 2007 bis 2015 wurde er dreimal überführt, unerlaubte Doping-Mittel einzunehmen.

## Karriere
Er war 2007 Junioren-Vize-Weltmeister. Bei den Europameisterschaften 2010 gewann er Bronze in der Klasse bis 94 kg. 2011 wurde er bei den Europameisterschaften Vize-Europameister und erreichte bei den Weltmeisterschaften den achten Platz. Bei den Europameisterschaften 2012 gewann er die Goldmedaille. Bei den Weltmeisterschaften 2014 wurde er Neunter.

## Doping
Nachdem Cîrîcu bereits 2007 kurz nach dem Erringen des Junioren-Vizeweltmeistertitels aufgrund eines  Dopingverstoßes bis 2009 gesperrt worden war, wurde er im September 2016 bei Nachtests zu den Olympischen Spielen 2012 in London als Doping-Wiederholungstäter überführt. Er hatte sich die olympische Bronzemedaille mit Hilfe des Anabolikums Dehydrochlormethyltestosteron erschlichen. Da dies damals jedoch unentdeckt geblieben war, dopte Cîrîcu weiter und erreichte so bei den Europameisterschaften 2015 den dritten Platz im Stoßen. Allerdings wurde er bei der Dopingkontrolle positiv auf Methenolon getestet und für acht Jahre gesperrt. Die Olympiamedaille wurde im November 2016 aberkannt.